# Ngadiboyo
Ngadiboyo is een bestuurslaag in het regentschap Nganjuk van de provincie Oost-Java, Indonesië. Ngadiboyo telt 6388 inwoners (volkstelling 2010).